# Линч, Бэнни
Бэ́нни Линч (англ. Benny Lynch, 13 апреля 1913, Горбалс, Шотландия, Великобритания — 6 августа 1946, Горбалс, Шотландия, Великобритания) — британский шотландский боксёр-профессионал, выступающий в наилегчайшей (Flyweight) весовой категории. Является чемпионом мира по версии ВБА (WBA).
Наилучшая позиция в мировом рейтинге: ??-й.

## Результаты боёв
| Бой | Дата | Соперник | Судьи | Место боя | Раундов | Результат | Дополнительно |
| --- | ---- | -------- | ----- | --------- | ------- | --------- | ------------- |
|     |      |          |       |           |         |           |               |
| Бой | Дата | Соперник | Судьи | Место боя | Раундов | Результат | Дополнительно |